# La Teja
La Teja és un barri costaner de Montevideo, Uruguai. Limita amb els barris de Tres Ombúes al nord-oest, Belvedere al nord, el Prado / Nueva Savona al nord-est, Capurro al sud-est i envolta la Badia de Montevideo al sud. L'oest de la zona meridional està banyat pel riu Pantanoso, sobre el qual comença la Villa del Cerro.

## Fills il·lustres
- Tabaré Vázquez, metge oncòleg i ex-president de l'Uruguai (2005-2010).